# Mohamed Hachicha
Mohamed Hachicha (arabe : محمد حشيشة), dit Hamadi Hachicha, né vers 1944 et mort en décembre 2020, est un judoka tunisien.

## Carrière
Mohamed Hachicha est médaillé d'or toutes catégories et médaillé d'argent dans la catégorie des poids lourds aux championnats d'Afrique 1964 à Dakar.
Il remporte la médaille d'argent dans la catégorie des poids mi-lourds aux Jeux africains de 1965 à Brazzaville, perdant en finale contre l'Égyptien Georges Sourial. Il obtient la médaille d'or dans la catégorie des poids mi-lourds et en toutes catégories aux championnats d'Afrique 1967 à Abidjan. Il est médaillé d'or dans la catégorie des poids lourds aux championnats d'Afrique 1968 à Tunis.
Il est ensuite entraîneur, membre fédéral, directeur technique national et arbitre international. Il est le père de Skander Hachicha, lui-même judoka.